# Атаршинська сільська рада
Атарши́нська сільська рада (рос. Атаршинский сельский совет) — муніципальне утворення у складі Білокатайського району Башкортостану, Росія. Адміністративний центр — село Атарша.

## Населення
Населення — 585 осіб (2019, 742 в 2010, 892 в 2002).

## Склад
До складу поселення входять такі населені пункти:
| Населений пункт           | Населення, осіб (2002) | Населення, осіб (2010) |
| ------------------------- | ---------------------- | ---------------------- |
| Атарша, село              | 404                    | 375                    |
| Кадирово, присілок        | 169                    | 128                    |
| Красний Муравей, присілок | 49                     | 41                     |
| Сосновка, присілок        | 27                     | 25                     |
| Ураково, присілок         | 243                    | 173                    |